# 푸웨이

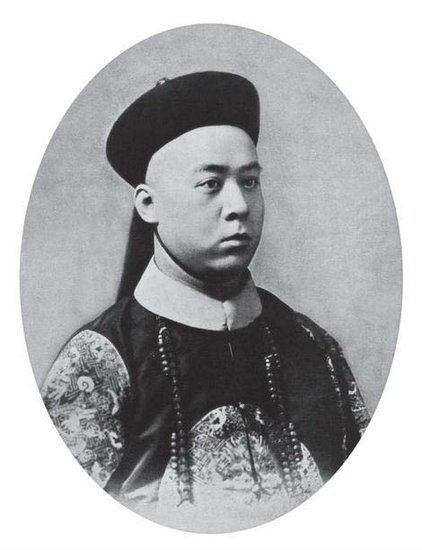
푸웨이

푸웨이(溥偉, 1880년 12월 30일 ~ 1936년 1월)는 청나라의 세습친왕이다. 세습명은 공친왕이다. 공충친왕 혁흔의 손자이다. 종군왕(鍾郡王) 재형의 아들이다.